# 賈斯汀·柯克
賈斯汀·柯克（英語：Justin Kirk，1969年5月28日—）是一位美國男演員。他最著名的作品是在電視短劇《天使在美國》（2003年）中飾演普萊爾·沃爾特，以及在《單身毒媽》（2005年至2012年）中飾演安迪·包特溫一角。
2017年起，柯克於Fox頻道電視劇《全境通告》中主演吉迪恩·李維。